# Zgrada Hrvatskog doma u Starom Gradu
Zgrada Hrvatskog doma, popularno Čitovnica, nalazi se u Starom Gradu na Hvaru, na adresi Novo riva 1 i 2.

## Povijest
Zgrada „Hrvatskog doma“ u Starom Gradu sagrađena je 1893. godine na starogradskoj Novoj rivi, istočno od Općinske zgrade.
Zgradu društvenog doma dali su sagraditi članovi „Hrvatske čitaonice“, koja kao društvo kulturno-prosvjetno djeluje u Starom Gradu, a od 1887. godine, kada na lokalnim izborima pobjeđuju narodnjaci, dobiva novi zamah. Otkup zemljišta i gradnju „Hrvatskog doma“ financirali su članovi „Hrvatske čitaonice“, koji se upisuju kao dioničari društva „Hrvatski dom“. Godine 1874. utemeljuje se „Narodna hrvatska čitaonica starogradjanska“, smještena na katu građevine kao i svečana dvorana u kojoj su se priređivale društvene zabave s plesom, koncerti i gostovanja, dok je u prizemlju otvorena gradska kavana.
Godine 1907. u prostoru Hrvatske čitaonice izvedena je prva kinoprojekcija u Starom Gradu. 
Zgrada je od svog začetka do danas sačuvala izvornu javnu i kulturnu namjenu kao i izvornu organizaciju prostora, te u velikoj mjeri njegovu izvornu opremu. 

## Opis
Građevina trapeznog tlocrta, dimenzije 12 x 16,5 metara građena je kamenom, izgrađena je kao jednokatnica zakrovljena četverostrešnim krovom.
Prizemlje je oblikovano s nizom lukova građenim od klesanog kamena, i to tri luka na sjevernom pročelju i pet na istočnom, a pod istočnim lukovima je trijem. Na katu su u osi lukova izvedeni prozori u kamenim okvirima, s plitkim konzolama koje nose kamene klupčice, a nad kamenim nadvojima prozora postavljene su profilirane okapnice. Na sjevernom pročelju je na prvom katu izveden kameni balkon na tri kamene konzole oblikovane kao stilizirane volute s dekoracijom palminog lista. Balkon je opremljen lijevanom željeznom ogradom. Pročelje građevine je ožbukano, a podanak građevine zidan je u klesancma slaganim u horizontalne redove. Uglovi građevine naglašeni su kamenim klesancima rustične obrade. Pročelje je ritmizirano profiliranim kamenim razdijelnim vijencem u nivou podne konstrukcije kata građevine, te zaključnim kamenim vijencem i strehom. Građevina je zakrovljena četverostrešnim drvenim krovištem s pokrovom od utorenog crijepa. U unutrašnosti građevine, u njenom južnom dijelu sačuvano je izvorno dvokrako kameno konzolno stubište opremljeno željeznom ogradom. Recentni istražni radovi otkrili su zidne oslike na plafonima stubišta i stubišnog podesta, pa se oslici očekuju i u ostalim prostorijama građevine. U unutašnjosti je sačuvana izvorna dispozicija prostora, kao i izvorna stolarija, vratnice i štokovi. U svečanoj dvorani sačuvan je drveni balkon s izvornom ogradom od profiliranih drvenih stupića postavljen na željezne konzole. U građevini su do danas sačuvani izvorni sadržaji, u prizemlju je gradska kavana, u prostoru nekadašnje Čitaonice djeluje Gradska knjižnica Starog Grada, a svečana dvorana se i danas koristi za javne i kulturne potrebe Grada Starog Grada. 
Zgrada predstavlja lijep je primjer neostilske građevine javne namjene sagrađene u vrijeme pomorskog i trgovačkog prosperiteta Starog Grada, koji se pozitivno odrazio i na kulturne aspiracije i nacionalnu svijest Starograđana.

## Zaštita
Pod oznakom Z-7353 zavedena je pod vrstom "nepokretno kulturno dobro - pojedinačno", pravna statusa zaštićena kulturnog dobra, klasificirano kao "javne građevine".